# Michael Elgin
Aaron Frobel (Toronto, 13 dicembre 1986) è un wrestler canadese.
Noto con il ring name Michael Elgin, è noto per aver militato nelle altre più importanti federazioni di wrestling nel panorama indipendente americano, come la Ring of Honor, Combat Zone Wrestling, Pro Wrestling Guerrilla e la IWA Mid-South e in importanti compagnie come New Japan Pro-Wrestling e Impact Wrestling.

## Personaggio

### Mosse finali
- Revolution Elgin Bomb (Spinning powerbomb)
- Turnbuckle powerbomb

### Soprannomi
- "The Canadian Crazy Horse"
- "Unbreakable"

### Manager
- Truth Martini

## Titoli e riconoscimenti
- All American Wrestling
  - AAW Heavyweight Championship (1)
  - AAW Heritage Championship (1)
- Alpha-1 Wrestling
  - A1 Zero Gravity Championship (1)
- BSE Pro
  - BSE Tag Team Championship (1 - con Ashley Sixx)
- Great Canadian Wrestling
  - GCW National Championship (2)
  - GCW Tag Team Championship (2 - 1 con Jake O'Reilly - 1 con Derek Wylde)
- Independent Wrestling Association Mid-South
  - IWA Mid-South Strong Style Championship (1)
- New Japan Pro-Wrestling
  - IWGP Intercontinental Championship (1)
  - NEVER Openweight 6-Men Tag Team Championship (1 con Yoshitatsu e Hiroshi Tanahashi)
- Pro Wrestling Guerrilla
  - PWG World Tag Team Championship (1 - con Brian Cage)
- Ring of Honor
  - ROH World Championship (1)
- Pro Wrestling Illustrated
  - 54º nella classifica dei 500 migliori wrestler singoli su PWI 500 (2012)